# Младенческая колика
Младе́нческая ко́лика — распространённый поведенческий синдром у детей возрастом от 2 недель до 4 месяцев жизни, характеризующийся приступами чрезмерно интенсивного и длительного плача. Колики появляются, как правило, в вечернее время, без какой-либо видимой причины. Ребёнок, который был до этого полностью здоров, вдруг начинает безутешно плакать, поджимает ножки к животу, который становится напряжённым и вздутым. Только у 5% детей колики имеют причиной какое-то органическое заболевание, в большинстве случаев их течение доброкачественное, и после 4 месяцев они бесследно проходят.
Наиболее распространённый критерий диагностики колик сформулирован Моррис Вессель (1954): «Колики — это приступы плача у здорового ребёнка, длящиеся более 3 часов подряд, более 3 дней в неделю, любую из последних 3 недель».
Колики встречаются у 10% — 30% детей по всему миру, независимо от пола. Причины их возникновения изучены плохо и недостаточно понятны, а методы лечения ограничены и малоэффективны.
Вероятно, одним из способов лечения являются пробиотики, в то время как альтернативная медицина (травяные чаи, фенхель, массаж и др.) не обладает доказанной эффективностью и в некоторых случаях может принести вред.
В итоге колики остаются частой причиной семейного дискомфорта и стресса у молодых матерей и отцов, а также основной причиной обращения за медицинской помощью младенцам до 4 месяцев. Ввиду малоэффективности лечения колик основным методом остаётся убеждение родителей в безопасности этого феномена и принятие выжидательной тактики поведения.

## Симптомы колик у младенцев
Многие дети первых месяцев жизни периодически плачут и кричат — это считается результатом адаптации младенческого организма к новым для них условиям окружающей среды. Но во многих случаях их плач можно если не свести на нет, то минимизировать правильно организованным уходом, включающим грудное вскармливание по требованию, тактильный контакт в достаточном количестве и т. д. При коликах же дети кричат по 3 часа в день и более, крик их громкий, душераздирающий, с ним практически невозможно справиться. Приступы колик случаются у младенцев примерно в одно и то же время (чаще по вечерам). Душераздирающий крик младенца обычно сопровождается рядом симптомов: живот у ребёнка становится «тугим», лицо краснеет, колени подтянуты к животу, ребёнок также может выгибаться от боли. Облегчение обычно связано с отхождением газов, дефекацией, иногда состояние ребёнка улучшается после кормления.

## Возможные причины младенческой колики

### Незрелость пищеварительного тракта
Традиционно колики связывались с незрелостью пищеварительного тракта детей. Младенческие колики являются реакцией организма новорожденного на новый способ приема пищи (не через пуповину) и на заселение кишечника малыша микрофлорой.

### Дисбактериоз
В советской и постсоветской педиатрии одной из причин колик у младенцев считался дисбактериоз, то есть нарушение микрофлоры кишечника. В настоящее время эта точка зрения подвергается активной критике, потому что, во-первых, микрофлора у детей первых месяцев жизни постоянно меняется, и это считается нормой; во-вторых, сам по себе диагноз «дисбактериоз» в Международной классификации болезней отсутствует и многими медиками не признается. Правда, замечено, что зачастую у кормящих грудью мам, в первые дни после родов принимавших антибиотики или некоторые другие лекарства, дети страдают от колик сильнее других малышей (антибиотики действительно могут повлиять на состав грудного молока и стать причиной нарушения кишечной микрофлоры ребёнка).

### Гастроэзофагеальный рефлюкс
Гастроэзофагеальный рефлюкс представляет собой попадание кислоты из желудка в пищевод, вызывающее физический дискомфорт. Происходит это чаще всего в горизонтальном положении, поэтому ребёнок больше страдает, если лежит, и ощущает облегчение в вертикальном положении.

### Повышенная физическая и психологическая чувствительность ребёнка
Ещё одна версия возникновения колик у младенцев — это повышенная чувствительность некоторых из них к раздражающим факторам окружающей среды (слишком холодно или жарко, мокрый подгузник, яркий свет, смена погоды и т.д.) Эта чувствительность усугубляется у ребёнка эмоционально травматичным для него ощущением утраты материнского чрева. Таким образом, с точки зрения сторонников этой версии колики — феномен, имеющий не только физиологическую, но и психологическую природу. Косвенным подтверждением этого служит тот факт, что колики у некоторых младенцев можно облегчить методами, никак не связанными с воздействием на желудочно-кишечный тракт: укачиванием в слинге или в специальной виброколыбели, ношением на руках, определёнными звуковыми воздействиями.

### Эмоциональная нестабильность мамы (при грудном вскармливании)
Доказано, что при эмоциональных расстройствах и стрессах, которые переживает женщина (в том числе и как результат послеродовой депрессии), состав её молока меняется под воздействием гормонов. Допустимо, что именно эти гормоны провоцируют приступы колик у младенцев.

### Особенности процесса сосания
Неправильное прикладывание ребёнка во время грудного вскармливания также считается одной из причин развития младенческих колик, так как ребёнок заглатывает слишком много воздуха (что и становится причиной болезненных ощущений в желудке). Как вариант — слишком высокая интенсивность потока материнского молока (это связано с физиологическими особенностями отдельных женщин), из-за чего ребёнок захлебывается во время сосания и, опять же, может наглотаться воздуха.

### Грудничковая мигрень
Возможно также, что колики у младенцев — это результат «грудничковой мигрени». Однако эта точка зрения ещё не доказана.

### Непереносимость лактозы материнского молока
Это ещё одна из необоснованно популяризированных в последние годы версий. На самом деле, непереносимость лактозы материнского молока действительно может быть причиной болей в желудочно-кишечном тракте, но встречается это явление достаточно редко и для его диагностики требуется масса специальных анализов. Во многих случаях, когда мамы замечают связь приступов колик у младенцев с процессом кормления и делают вывод о непереносимости лактозы и необходимости перевода ребёнка на искусственное вскармливание, выводы эти необоснованны.
В эту категорию можно отнести лактазную недостаточность (недостаток фермента лактазы, необходимого для расщепления сахара лактозы). Диагностируется большим содержанием углеводов в кале. Лактазу можно давать вместе с грудным молоком либо существуют безлактозные смеси.
В настоящее время изучается польза А2-молока и его связь с непереносимостью лактозы, однако детское питание этого типа уже существует.

## Лечение младенческой колики
Поскольку точная причина колик у младенцев не установлена, каждой семье приходится вырабатывать собственную стратегию лечения колик, причём делать это, основываясь на «методе проб и ошибок». В общем педиатры дают следующие рекомендации.

### Если предполагаемая причина беспокойства ребёнка — проблемы с пищеварением и повышенное газообразование
В этом случае стоит попытаться различными способами ускорить отхождение газов и, по возможности, предотвратить появление новых. Для этого можно делать ребёнку массаж живота и специальную гимнастику (прижимать к животу ребёнка согнутые в коленях ноги, как следует надавливая на живот); после кормления рекомендуется 10-15 минут поносить ребёнка вертикально, чтобы он отрыгнул воздух. Некоторые врачи рекомендуют в этот период как можно чаще выкладывать младенца на живот.
Если ребёнок на грудном вскармливании, мама может попробовать скорректировать свою диету. Эффективность этой меры для лечения колик у младенцев, правда, в последнее время ставится под сомнение, потому что многие исследования показывают, что состав грудного молока меньше зависит от рациона мамы, чем принято было считать. При повышенном газообразовании может помочь также применение газоотводной трубки, но многие врачи рекомендуют использовать её только в крайнем случае.
Эффективность ветрогонных препаратов группы симетикона (Эспумизан, Боботик, Саб Симплекс и пр.) не подтверждается независимыми клиническими исследованиями.Поэтому применение данных препаратов неоправданно.
Статья в журнале "Альтернативные терапии для здравоохранения и медицины" о клиническом испытании проведенном в Санкт-Петербургской медицинской академии утверждает, что масляная эмульсия укропных семян снижает интенсивность младенческой колики по сравнению с плацебо.

### Если предполагаемая причина колики — общий физический и эмоциональный дискомфорт
В этом случае педиатры рекомендуют попытаться воссоздать для ребёнка условия, приближенные к условиям материнской утробы. Для этого необходимо обеспечить ребёнку максимум тактильного контакта (носить его на руках, в слинге, практиковать совместный сон, укладывать малыша голым животом на живот родителя («поза кенгуру»); укачивать на руках, в виброколыбельке, коляске. Многим малышам помогает «белый шум» — особый тип звуков, характеризующийся равномерностью и монотонностью (звук льющейся воды, журчащего ручья, водопада, некоторых работающих электроприборов). Во время приступов колик младенцу можно включать аудиозапись с такими звуками либо, если есть возможность, держать ребёнка рядом с их непосредственным источником.

### Если колики спровоцированы процессом принятия пищи
Во время кормления маме обязательно нужно следить за тем, чтобы ребёнок правильно брал грудь, не заглатывал лишний воздух. Если колики спровоцированы сильной струей молока или «жадным» сосанием, во время приступов колики можно кормить ребёнка сцеженным молоком из ложки или, в крайнем случае, из бутылочки. Рекомендуется также маме пить побольше простой воды

### Если возможная причина колик — стресс у кормящей мамы
В этом случае маме необходимо принять меры для стабилизации своего душевного состояния; при необходимости есть смысл обратиться к психотерапевту или вступить в группу поддержки.

### При подозрении на серьёзные заболевания
Если все перечисленные выше меры никак не облегчают состояние малыша, есть смысл обратиться за консультацией к специалисту и сдать необходимые анализы.